# Pierre-Constant Budin
Pour les articles homonymes, voir Budin.
Pierre-Constant Budin, né le 9 novembre 1846 à Énencourt-le-Sec (Oise) et mort le 22 janvier 1907 à Marseille, est un pédiatre obstétricien français. C'est un pionnier de la pédiatrie moderne, de l'allaitement et des soins aux nourrissons. 

## Biographie

### Enfance et formation
Son père, Pierre Stanislas Budin, était propriétaire-cultivateur à Énencourt-le-Sec en Picardie. Sa mère s'appelait Agathe Constance Hérissant.
Il fait ses études au collège des Capucins de Beauvais puis au lycée Napoléon à Paris. Il commence des études de médecine en 1867, il est externe en 1869, interne de 1872 à 1875, il a comme professeurs, entre autres, Cornil et Tardieu.
Pierre-Constant obtient son doctorat en médecine à Paris en 1876, prix de thèse et médaille d'argent.

### Carrière professionnelle
De 1874 à 1883, il voyage souvent dans toute l'Europe pour visiter des maternités.
En 1880, il est agrégé de chirurgie et d'accouchements, et en 1882 il devient chef du service d'obstétrique à l'hôpital de la Charité. 
En 1892, sous sa responsabilité ont lieu les premières consultations pour nourrissons en France.
En 1896, il fonde la revue L'Obstétrique. En 1898, il obtient la chaire d'obstétrique en succédant à Étienne Stéphane Tarnier (1828-1897). Il est aussi son successeur à la maternité de la rue d'Assas ou clinique Tarnier.
En 1900, il fonde des dispensaires pour enfants. 
En 1901, il est cofondateur, avec Théophile Roussel et Paul Strauss, de la « Ligue contre la mortalité infantile » qui se transformera en « Comité National de l'Enfance » devenu par ordonnance du 2 novembre 1945 la Protection maternelle et infantile. Un autre élève de Tarnier, le Pr Paul Jean Bar, en sera Président.

## Travaux

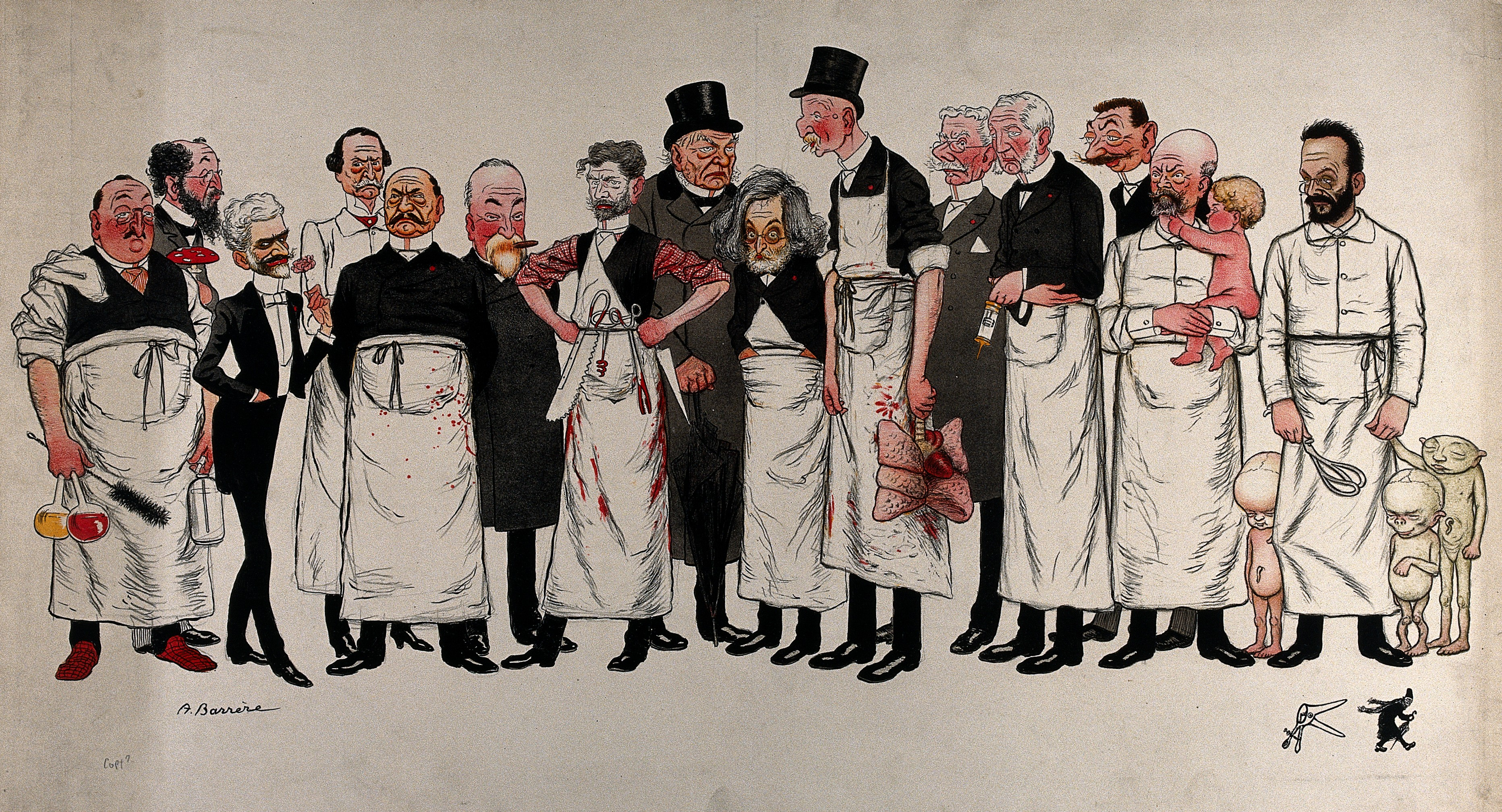
Dessin d'Adrien Barrère représentant 15 médecins français dont Budin (à droite).

Pierre Budin a été l'un des fondateurs de la médecine périnatale moderne, et a réalisé de nombreux travaux visant à réduire la mortalité infantile. Il a mis en évidence l'importance d'une bonne alimentation et de la prévention des maladies infectieuses chez les nouveau-nés. Il a développé l'éducation des jeunes mamans dans ces domaines.  
Dans sa « Consultation de nourrissons » (hôpital de la Charité à Paris), les accouchées sortantes recevaient des conseils sur l'allaitement et les soins aux nourrissons. Ceux-ci étaient examinés chaque semaine jusqu'au sevrage, avec attention particulière sur l'évolution du poids et de la taille. 
Il a montré qu'une des principales causes de gastro-entérite chez les nourrissons, facteur important de mortalité, est le lait de vache contaminé. Ceci l'a amené à devenir l'un des principaux promoteurs de l'allaitement au sein. 
ll y eut une période de friction entre Budin et les promoteurs du lait de vache stérilisé comme Léon Dufour, médecin normand, qui fonde à Fécamp en 1894, le mouvement « La Goutte de Lait » qui s'étend rapidement en France. Ce mouvement organisait aussi des consultations de nourrissons, et distribuait gratuitement ou à prix réduits du lait stérilisé lorsque l'allaitement au sein n'était pas possible. Budin craignait de voir l'allaitement artificiel encouragé,.
Budin et Dufour trouvèrent un compromis en organisant ensemble, à Paris, la première conférence internationale sur l'aide aux nourrissons (Congrès International des Gouttes de Lait, 1905). 
Il a également popularisé une technique dite de « gavage » pour l'alimentation des bébés prématurés trop faibles pour recevoir la nourriture par des méthodes conventionnelles.

## Publications
- De la tête du fœtus au point de vue de l'obstétrique. Thèse de doctorat, Paris, 1876.
- Des lésions traumatiques chez la femme dans les accouchements artificiels. Thèse d'agrégation, Paris, 1878.
- Des varices chez la femme enceinte. Thèse d'agrégation, Paris, 1880.
- Obstétrique et gynécologie. Recherches cliniques et expérimentales. Paris, 1886.
- Traité de l'art des accouchements. (en collaboration avec Tarnier), Paris, 1886.
- Femmes en couches et nouveau-nés. Paris, 1887.
- Le nourrisson : alimentation et hygiène, enfants débiles, enfants nés à terme. Paris, Doin, 1900. Traduction anglaise, Londres, 1907.
- Manuel pratique d'accouchement et d'allaitement. Paris, Doin, 1904.
- La ville de Paris et la mortalité infantile. Paris, Masson, 1904.
- Manuel pratique d'allaitement. Hygiène du nourrisson. Paris, Doin 1905.

## Distinctions et honneurs
- Prix Montyon de l'Académie des sciences (1876).
- Chevalier de la Légion d'honneur (1886), puis officier (1901)[8].
- Membre de l'Académie de médecine (1889).
- Officier d'académie (1889).
- Son nom est donné en 1912 à une rue du quartier de la Goutte-d'Or à Paris ,en 1923 à une rue de Cannes ainsi qu’une à Chaumont en Vexin.